# Отто, Карл Эдуард
Карл Эдуард Отто (нем. Karl Eduard Otto; 1795—1869) — немецкий юрист, переводчик, профессор Лейпцигского университета и Императорского Дерптского университета.